# 赤池駅 (羅先特別市)
赤池駅（적지역、チョクチえき）は朝鮮民主主義人民共和国羅先特別市先鋒区域洪儀里にある朝鮮民主主義人民共和国鉄道省豆満江線と洪儀線の鉄道駅である。洪儀線の終点であり、2路線の分岐機能と豆満江線の交換機能とを持つ。

## 隣の駅
朝鮮民主主義人民共和国鉄道省
豆満江線
ムルゴル駅 - 赤池駅 - 豆満江駅
洪儀線
洪儀駅 - 赤池駅